# Euphorbia erythroclada
Euphorbia erythroclada är en törelväxtart som beskrevs av Pierre Edmond Boissier. Euphorbia erythroclada ingår i släktet törlar, och familjen törelväxter. Inga underarter finns listade i Catalogue of Life.